# ISTAF 육상 대회

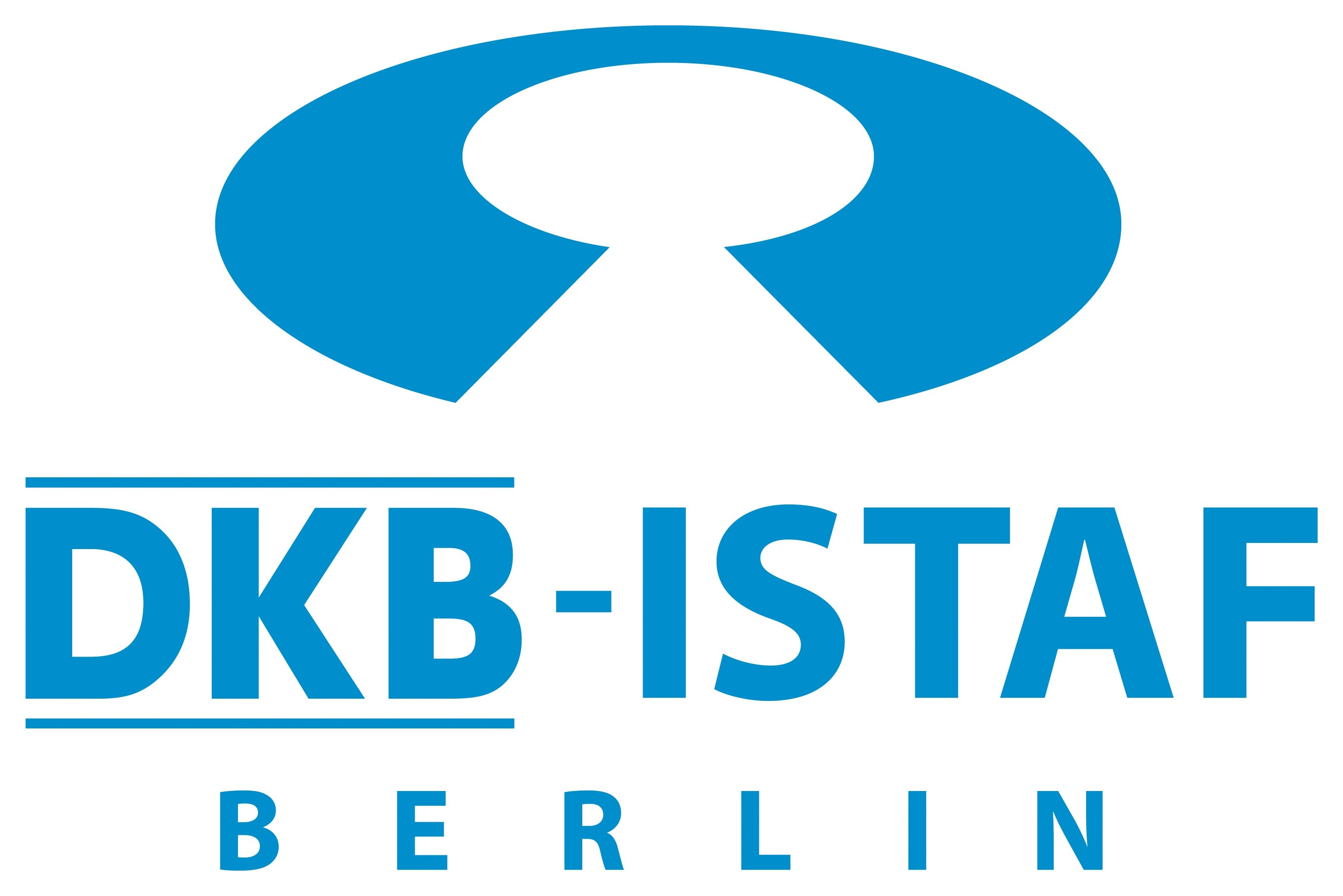

ISTAF 육상 대회(독일어: Internationales Stadionfest (ISTAF))은 독일 베를린 올림픽 스타디움에서 매년 열리는 육상 대회이다. 1921년 7월 3일 독일 스타디움에서 처음 열렸고, 1936년 하계 올림픽이 열린 다음 해인 1937년부터 현재 경기장에서 열리고 있다. 2001년부터 국제 육상 경기 연맹 월드 챌린지 대회에 편입되었다.